# Алберто Ерерос
Алберто Ерерос Рос (шп. Alberto Herreros Ros; Мадрид, 20. април 1969) је бивши шпански кошаркаш. У својој каријари је играо за Естудијантес и Реал Мадрид.
Ерерос је играо 19.218 минута (по чему је други у АЦБ лиги) на 654 утакмица (по чему је четврти). Налази на првом месту по броју постигнутих поена (9.759) и постигнутих тројки (1.233). Ерерос је 2005. године погодио тројку у последњим секундама финала АЦБ лиге против Тау Виторије, којом је донео титулу Реал Мадриду.
Са репрезентацијом Шпаније је освојио сребрне медаље на Европским првенствима 1999. и 2003. Ерерос је био најбољи стрелац Светског првенства 1998. и Европског првенства 1999.